# Gammaridea
Gammaridea – podrząd małych, podobnych do krewetek skorupiaków, należących do rzędu obunogów. Zawiera około 7 275 (92%) z 7 900 gatunków obunogów, pogrupowanych w około 100 rodzajów należących do ok. 125 rodzin. Gammaridea obejmuje niemal wszystkie słodkowodne obunogi (jak na przykład Gammarus pulex), jednakże większość gatunków z tego podrzędu to zwierzęta morskie. Możliwe, że jest to takson parafiletyczny.

## Systematyka

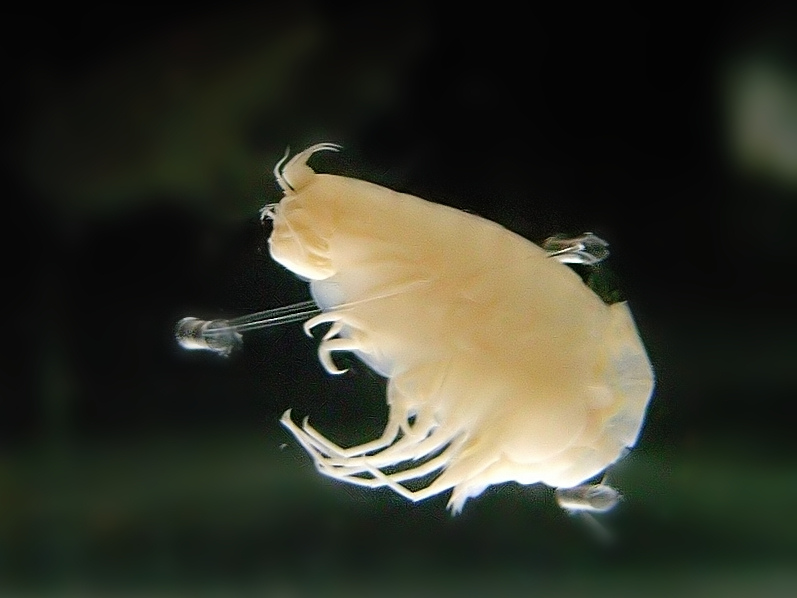
Hirondellea gigas
(Lysianassoidea: Uristidae)

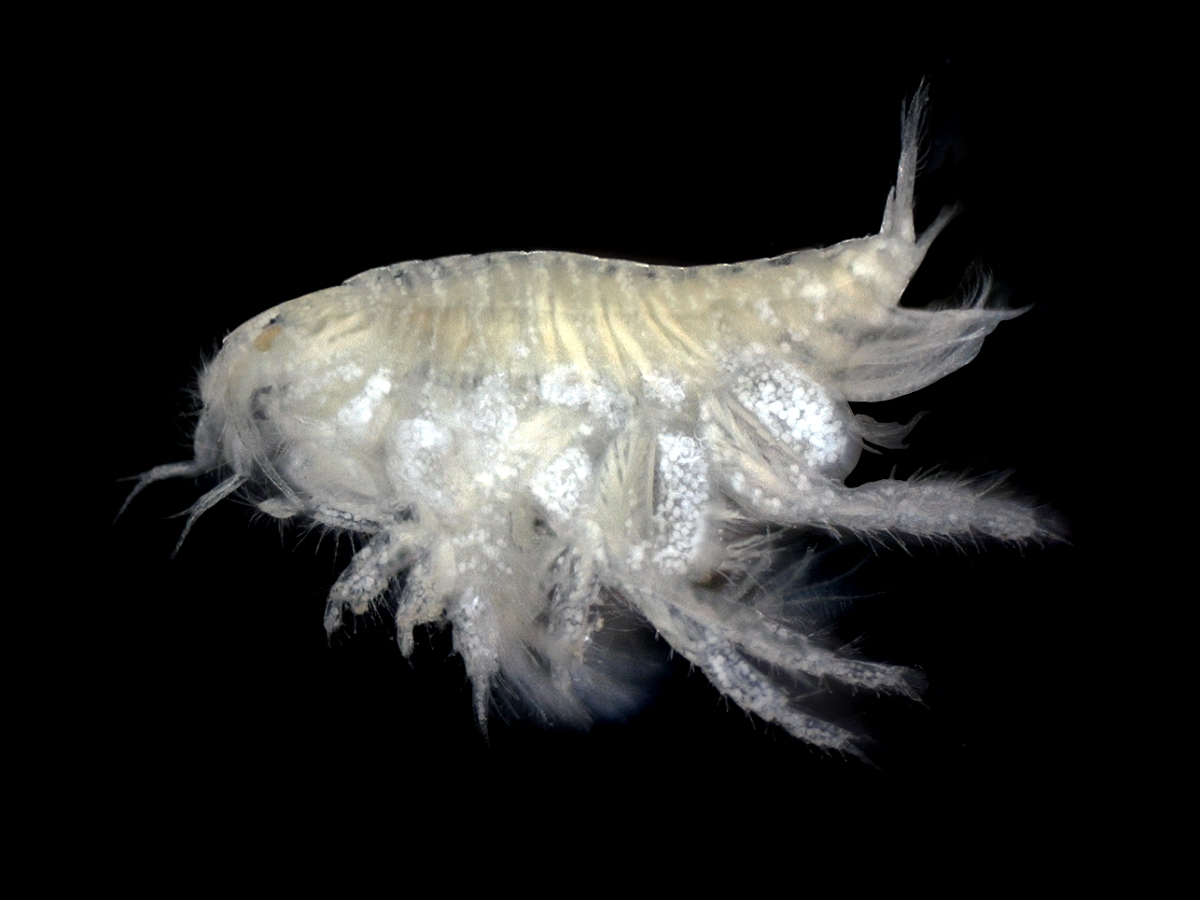
Urothoe brevicornis
(Phoxocephaloidea: Urothoidae)

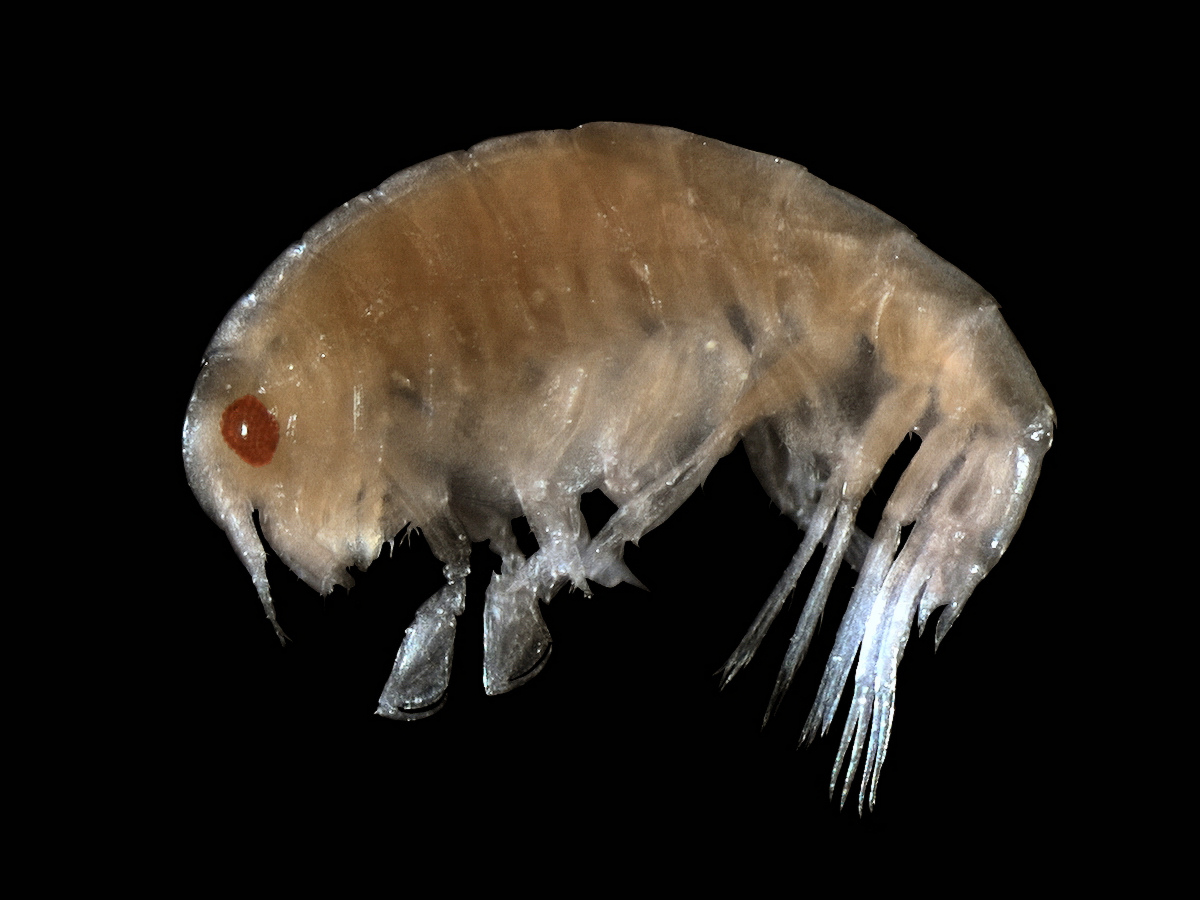
Amphilochus neapolitanus
(Stenothoidea: Amphilochidae)

Do podrzędu zalicza się następujące nadrodziny i rodziny:

Nadrodzina: Ampeliscoidea
- Ampeliscidae

Nadrodzina: Crangonyctoidea
- Allocrangonyctidae
- Artesiidae
- Bogidiellidae
- Crangonyctidae
- Crymostygidae
- Falklandellidae
- Kotumsaridae
- Neoniphargidae
- Niphargidae
- Paracrangonyctidae
- Paramelitidae
- Perthiidae
- Phreatogammaridae
- Pseudocrangonyctidae
- Pseudoniphargidae
- Sternophysingidae

Nadrodzina: Dexaminoidea
- Atylidae
- Dexaminidae
- Lepechinellidae

Nadrodzina: Eusiroidea
- Amathillopsidae
- Bateidae
- Calliopiidae
- Eusiridae
- Gammaracanthidae
- Gammarellidae
- Pontogeneiidae

Nadrodzina: Gammaroidea
- Acanthogammaridae
- Acanthonotozomatidae
- Anisogammaridae
- Baikalogammaridae
- Behningiellidae
- Cardenioidae
- Caspicolidae
- Eulimnogammaridae
- Gammaridae
- Gammaroporeiidae
- Iphigenellidae
- Macrohectopidae
- Mesogammaridae
- Micruropodidae
- Pachyschesidae
- Pallaseidae
- Pontogammaridae
- Typhlogammaridae

Nadrodzina: Hadzioidea
- Carangoliopsidae
- Hadziidae
- Melitidae
- Metacrangonyctidae

Nadrodzina: Iphimedioidea
- Acanthonotozomellidae
- Dikwidae
- Epimeriidae
- Iphimediidae
- Ochlesidae
- Vicmusiidae

Nadrodzina: Kurioidea
- Kuriidae

Nadrodzina: Leucothoidea
- Anamixidae
- Leucothoidae
- Pleustidae

Nadrodzina: Liljborgioidea
- Colomastigidae
- Liljeborgiidae
- Salentinellidae
- Sebidae

Nadrodzina: Lysianassoidea
- Amaryllididae
- Aristiidae
- Cyphocarididae
- Endevouridae
- Eurytheneidae
- Lysianassidae
- Opisidae
- Podoprionidae
- Scopelocheiridae
- Trischizostomatidae
- Uristidae
- Wandinidae

Nadrodzina: Melphidippoidea
- Megaluropidae
- Melphidippidae

Nadrodzina: Oedicerotoidea
- Exoedicerotidae
- Oedicerotidae
- Paracalliopiidae

Nadrodzina: Pardaliscoidea
- Astyridae
- Hyperiopsidae
- Pardaliscidae
- Sicafodiidae
- Stilipedidae
- Vitjazianidae

Nadrodzina: Phoxocephaloidea
- Cheidae
- Condukiidae
- Haustoriidae
- Ipanemidae
- Phoxocephalidae
- Phoxocephalopsidae
- Platyischnopidae
- Pontoporeiidae
- Sinurothoidae
- Urohaustoriidae
- Urothoidae
- Zobrachoidae

Nadrodzina: Stegocephaloidea
- Stegocephalidae

Nadrodzina: Stenothoidea
- Amphilochidae
- Bolttsiidae
- Cyproideidae
- Pseudamphilochidae
- Stenothoidae

Nadrodzina: Synopioidea
- Argissidae
- Synopiidae

Nadrodzina: Talitroidea (włącznie z Phliantoidea)
- Biancolinidae
- Ceinidae
- Chiltoniidae
- Dogielinotidae
- Eophliantidae
- Phliantidae
- Plioplateiidae
- Talitridae
- Temnophliantidae

Nadrodzina: Thurstonelloidea (dawniej Clarencioidea)
- Thurstonellidae (dawniej Clarenciidae)

Incertae sedis
- Cressidae
- Didymocheliidae
- Iciliidae
- Lafystiidae
- Laphystiopsidae
- Maxillipiidae
- Nihotungidae
- Pagetinidae
- Paraleptamphopidae
- Tulearidae
- Valettidae